# Посёлок Кумазанского лесничества
Кумазанского лесничества — поселок в Мамадышском районе Татарстана. Входит в состав Верхнеошминского сельского поселения.

## География
Находится в северной части Татарстана на расстоянии приблизительно 15 км на северо-запад по прямой от районного центра города Мамадыш.

## История
Основан в 1940-х годах, работал лесопильный завод.

## Население
Постоянных жителей было: в 1958—261, в 1970—207, в 1979—198, в 1989—141, в 2002 году 130 (татары 96 %), в 2010 году 118.